# Titi Camara
Aboubacar Sidiki Camara ou Titi Camara (Conakry, 17 de novembro de 1972), é um treinador e ex-futebolista guineano que atuava como atacante.
Titi Camara é muito lembrado pela torcida do Liverpool.

## Carreira
Titi Camara representou o elenco da Seleção Guineense de Futebol no Campeonato Africano das Nações de 1994, 1998 e 2004.